# NGC 7617
NGC 7617 este o galaxie situată în constelația Peștii. A fost descoperită în 23 septembrie 1864 de către Heinrich Louis d'Arrest. Se află la o distanță de 52,1 de megaparseci de Pământ.